# Тонон, Паоло
Паоло Тонон (итал. Paolo Tonon; род. 28 ноября 1989 года) — итальянский лучник-паралимпиец. Бронзовый призёр Паралимпийских игр-2024.

## Биография
Начал заниматься стрельбой из лука в 2021 году.
В 2024 году в Париже принял участие на летних Паралимпийских играх-2024 в классе W1 в индивидуальном мужском и в смешанном командном турнире. В мужском турнире в квалификации был седьмым с результатом 652 очка. В 1/8 финала победил лучника из Финляндии Жан-Пьера Антониоса, в четвертьфинале — турка Бахаттина Хекимоглу. В полуфинале проиграл американцу Джейсону Табански, а матче за третье место уступил китайцу Чжан Тяньсиню. В командном турнире выступал вместе с Дайлой Дамено. В квалификации итальянцы были третьими с результатом 1261 очко. В четвертьфинале победили американцев Трейси Отто и Джейсона Табански, в полуфинале проиграли чехам Шарке Мусиловой и Давиду Драгонинскому. В матче за третье место победили южнокорейцев Ким Ок Гым и Пак Хон Чо и завоевали бронзовые медали.